# Fábio Gonçalves Silva
Fábio Gonçalves Silva (nascido em 27 de março de 1977) é um atleta brasileiro de bobsleigh. Participou dos Jogos Olímpicos de Inverno de 2014 como integrante da equipe brasileira de bobsleigh, onde ficou na vigésima nona posição (com Edson Bindilatti, Edson Martins e Odirlei Pessoni), entre trinta equipes.